# Мігель Ідальго
Ідальго, Ідальго-і-Костілья Мігель (ісп. Hidalgo у Costilla; 8 травня 1753, Пенхамо, штат Гуанахуато — 30 липня 1811, Чіуауа, штат Чіуауа), національний герой Мексики, керівник народного повстання 1810—11 років, що переросло у війну за незалежність Мексики від Іспанії (1810—1821).

## Біографія
Закінчив духовну семінарію у Вальядоліді (нині Морелія), де пізніше був викладачем, а потім ректором. Розжалуваний в парафіяльні священики за поширення ідей французьких енциклопедистів, Ідальго продовжував виступати за незалежність країни і поліпшення економічного і правового положення індіанського населення. 16 вересня 1810 року в місті Долорес Ідальго звернувся до народу із закликом піднятися на визвольну війну («Клич Долорес») і на чолі революційної армії, що складалася головним чином з селян-індіанців, робітників копалень, пеонів, виступив проти іспанців. Проголошений «генерал-капітаном Америки», а потім генералісимусом, Ідальго 30 жовтня 1810 року здобув перемогу над іспанськими військами на перевалі Монте-де-ла-Круз і на чолі 80-тисячної армії підійшов до Мехіко. Не зважившись на штурм столиці, він попрямував до Гвадалахари.
У листопаді 1810 року в місті Гвадалахара було створено уряд на чолі з Ідальго; уряд проголосив скасування рабства, опублікував закон про повернення індіанцям общинних земель і про зниження податків. Ідальго опублікував маніфест до населення, відозву «до всіх жителів Америки» і звернення «до американської нації». Налякана розмахом і радикальним характером руху, більша частина креольської верхівки перейшла на бік іспанців, що дозволило останнім активізувати боротьбу проти патріотів. 17 січня 1811 року поблизу мосту Кальдерон іспанські війська розгромили головні сили Ідальго, а 21 березня захопили його в полон разом із залишками повстанської армії. Ідальго розстріляли 31 липня 1811 року в Чіуауа.